# Звонимир Солдо
Звонимир Солдо (2. новембар 1967, Загреб) је бивши хрватски фудбалер, који је играо на позицији задњег везног и одбрамбеног играча, а данас фудбалски тренер.

## Клупска каријера
Солдо је након неуспешног студирања права одлучио да се бави фудбалом, па је први професионални уговор потписао тек у 21. години са загребачким Динамом. Након 2 године у Динаму, 1990. прелази у Задар, а затим 1991. прелази у Интер Запрешић где игра 3 године и са којим осваја Куп Хрватске 1992. Након Инкера, враћа се у Динамо (тадашњу Кроацију), где игра 2 сезоне и у другој сезони осваја дуплу круну.
Године 1996. прелази у Штутгарт, где стандардно игра 10 година, одигравши 301 утакмицу за Штутгарт у Бундеслиги. Већ прве сезоне је са клубом освојио Куп Немачке, да би идуће сезоне дошао до финала Купа победника купова. Такође је са Штутгартом био вицешампион Немачке у сезони 2002/03.

## Репрезентативна каријера
Солдо је за репрезентацију Хрватске одиграо 61 утакмицу и постигао 3 гола. За Хрватску је наступао на 3 велика такмичења: Светска првенства 1998. и 2002, као и Европско првенство 1996.. Био је део тима који је на Светском првенству 1998. освојио 3. место.

## Тренерска каријера
Јануара 2008. Солдо је именован за тренера загребачког Динама, где је завршио сезону са освојеном дуплом круном. Од јуна 2009. до октобра 2010. је био тренер Келна, Од фебруара до септембра 2020. је водио Адмиру Вакер.

## Трофеји

### Играчка каријера
Инкер Запрешић
- Куп Хрватске: 1992

Динамо Загреб
- Прва лига Хрватске: 1995/96
- Куп Хрватске: 1995/96

Штутгарт
- Куп Немачке: 1996/97
- Интертото куп: 2000

### Тренерска каријера
Динамо Загреб
- Прва лига Хрватске: 2007/08
- Куп Хрватске: 2007/08